# Fromage thermiotique
Le fromage thermiotique ou fromage de Kythnos  (en grec moderne : θερμιώτικο τυρί ou τυρί της Κύθνου) est un nom qui désigne les types de fromage grec fabriqués à Kythnos, dans les Cyclades.

## Histoire
Le fromage de Kythnos, connu dans l'Antiquité sous le nom de Kýthnios tyrós,,,, et connu des habitants sous le nom de "trímma", est le plus caractéristique des fromages locaux. Le fromage thermiotique est à base de lait de chèvre et de brebis et parfois aussi de lait de vache. C'était l'un des principaux produits d'exportation de Kythnos depuis les temps antiques jusqu'aujourd'hui,. Il est consommé comme dessert et comme ingrédient principal dans les plats locaux (comme les sfougata et les feuilletés).

## Espèces
● Trimma: le type de fromage le plus célèbre et le plus caractéristique de Kythnos. Il est fermenté avec du sel et placé pendant 10 jours dans une grande jarre de stockage qui est ensuite retournée afin que son bec repose sur un plateau d'argile pour compléter le drainage.
● non salé: frais ou acide. Il sert de base à la préparation d'autres fromages et est également utilisé dans la préparation des aliments. Il doit être consommé immédiatement car il n'a pas de sel pour le conserver.
● Kopanistí: il est fermenté tous les 2 ou 3 jours. Le sel est ajouté dans la troisième et dernière fournée. Il a un goût épicé.
● Mizíthra: fromage non salé et écrémé.
● Tyrovólli: un fromage sec, proche du kefalotyri et utilisé avec des pâtes.
● Protogaliá: fromage de brebis ou de chèvre fabriqué au moment où les bêtes ont mis bas. Il est égoutté, dilué dans de l'eau, bouilli, puis on y ajoute du sel ou du sucre. Il est traditionnellement considéré comme un fromage de qualité supérieure.
● La feta: elle a fait son apparition ces dernières années à Kythnos en raison de sa facilité de préparation.